# Andaspis ficicola
Andaspis ficicola är en insektsart som beskrevs av Young och Hu 1981. Andaspis ficicola ingår i släktet Andaspis och familjen pansarsköldlöss. Inga underarter finns listade i Catalogue of Life.